# Moorestown
Moorestown è il nome in codice della seconda generazione della piattaforma Centrino Atom sviluppata da Intel espressamente per il settore dei dispositivi ultra portatili UMPC e MID come variante della ormai famosa piattaforma Centrino (introdotta agli inizi del 2003 e poi aggiornata nel corso degli anni grazie anche alle successive Centrino Duo e Centrino 2), prevista agli inizi del 2010 come evoluzione della precedente Menlow.
Per essere più precisi si può sottolineare che sebbene Moorestown sia il nome in codice della seconda generazione della piattaforma Centrino Atom, essa non è comunque la seconda piattaforma ad essere stata sviluppata per il settore degli UMPC e MID; prima di introdurre il nuovo nome commerciale infatti, Intel aveva già sviluppato altre 2 generazioni di piattaforme per questi dispositivi, conosciute come UCP e McCaslin, di conseguenza Moorestown è la quarta generazione della piattaforma Intel pensata per questo tipo di dispositivi.

## I 3 componenti chiave della piattaforma Moorestown
Così come tutte le generazioni di piattaforma Centrino (e delle sue evoluzioni Centrino Duo e Centrino 2), vale a dire Carmel, Sonoma, Napa, Santa Rosa e Montevina, oltre ovviamente alla prima generazione della piattaforma Centrino Atom (Menlow), sono basate su 3 componenti chiave, vale a dire, CPU, Chipset e Scheda wireless espressamente progettati per l'impiego in ambito mobile e quindi per avere come principale obiettivo il giusto bilanciamento tra prestazioni e consumi, anche per la nuova Moorestown Intel manterrà gli stessi requisiti, sebbene si tratti ovviamente di requisiti adattati al particolare settore cui è destinata la nuova piattaforma, leggermente diverso da quelli dei Notebook tradizionali.

## Caratteristiche principali della piattaforma Moorestown
Dopo la piccola rivoluzione introdotta con la generazione precedente, il cui processore era stato espressamente sviluppato per l'integrazione in sistemi UMPC, e non derivato da progetti pensati per altri settori come quello Notebook, anche Moorestown porterà con sé un'ulteriore rivoluzione in questo nuovo settore, forse anche più importante di quella portata da Menlow, grazie ad una nuova tipologia di processore che sarà di tipo System on a Chip (SoC) e che consentirà un ulteriore e deciso passo avanti nell'ottimizzazione generale dell'efficienza di tali sistemi. Inizialmente si era ipotizzato che tale processore avrebbe potuto essere Tolapai, annunciato da Intel quasi contemporaneamente, e che è proprio un SoC, ma il suo orientamento verso i sistemi embedded e il suo arrivo sul mercato avvenuto a fine 2007, hanno poi fatto cadere tale ipotesi. Di seguito i 3 componenti chiave della piattaforma:
- Processore - Atom Lincroft

Viene considerato un SoC in quanto integrerà anche tutti gli altri sistemi, come il chipset, il sottosistema grafico e il controller di memoria RAM, in un unico chip a 45 nm, promettendo consumi fino a 20 volte inferiori rispetto alle soluzioni attualmente in commercio (appartenenti alla piattaforma di seconda generazione McCaslin e basate sul processore Stealey) e 10 volte inferiori rispetto ai sistemi ultra portatili basati sulla piattaforma che andrà a sostituire, Menlow, e quindi sul proprio predecessore Silverthorne. Si dovrebbero quindi ottenere autonomie dell'ordine delle 12 ore, il tutto naturalmente supportando pienamente un comune sistema operativo come Microsoft Windows Vista.
- Chipset - Langwell

Dato che Lincroft includerà il chipset, non esisterà per Moorestown un vero e proprio chipset dedicato ma solo un "Communications Hub" che si occuperà della sola gestione dell'I/O.
- Scheda wireless - Evans Peak

Sarà in grado di offrire connettività agli standard l'802.11 b/g, Bluetooth 2.0, WiMax e GPS e potrà collegarsi ad ulteriori chip sviluppati da produttori di terze parti che potranno offrire comunicazioni UMTS 3G e 3,5G.

## Il successore
La quinta generazione, nome in codice Medfield, prevista per il 2011, continuerà ad essere un SoC, sarà costruito a 32nm, ed integrerà il controller I/O.